# Wielersport op de Gemenebestspelen 1994
Wielersport is een van de sporten die beoefend werden tijdens de Gemenebestspelen 1994 in Victoria, Canada. Sinds 1990 zijn er onderdelen voor vrouwen en mannen opgenomen in de kalender. Bij de vrouwen waren deze editie drie onderdelen op de baan en twee op de weg en voor de mannen betrof het zes onderdelen op de baan en twee op de weg. Het medailleklassement werd, met een verschil van maar liefst negen gouden medailles, gewonnen door Australië dat zeventien medailles in totaal won.

## Uitslagen

### Mannen
| Discipline           | Goud                                                              | Zilver                                                                    | Brons                                                                |
| Baan                 | Baan                                                              | Baan                                                                      | Baan                                                                 |
| -------------------- | ----------------------------------------------------------------- | ------------------------------------------------------------------------- | -------------------------------------------------------------------- |
| Achtervolging        | Brad McGee                                                        | Shaun Wallace                                                             | Stuart O'Grady                                                       |
| Ploegenachtervolging | Australië Brett Aitken Brad McGee Stuart O'Grady Tim O'Shannessey | Engeland Tony Doyle Rob Hayles Chris Newton Bryan Steel                   | Nieuw-Zeeland Brendon Cameron Julian Dean Glen Thomson Lee Vertongen |
| Puntenkoers          | Brett Aitken                                                      | Stuart O'Grady                                                            | Dean Woods                                                           |
| Scratch              | Stuart O'Grady                                                    | Glenn McLeay                                                              | Brian Walton                                                         |
| Sprint               | Gary Neiwand                                                      | Curt Harnett                                                              | Darryn Hill                                                          |
| Tijdrit              | Shaune Kelly                                                      | Darryn Hill                                                               | Tim O'Shannessey                                                     |
| Weg                  |                                                                   |                                                                           |                                                                      |
| Ploegentijdrit       | Australië Phil Anderson Brett Dennis Henk Vogels Damian McDonald  | Engeland Matt Illingworth Paul Jennings Simon Lillistone Peter Longbottom | Nieuw-Zeeland Brian Fowler Paul Leitch Tim Pawson Mark Rendell       |
| Wegwedstrijd         | Mark Rendell                                                      | Brian Fowler                                                              | Willem Engelbrecht                                                   |

### Vrouwen
| Discipline     | Goud                                                                       | Zilver                                                              | Brons                                                                |
| Baan           | Baan                                                                       | Baan                                                                | Baan                                                                 |
| -------------- | -------------------------------------------------------------------------- | ------------------------------------------------------------------- | -------------------------------------------------------------------- |
| Achtervolging  | Kathy Watt                                                                 | Sarah Ulmer                                                         | Jacqui Nelson                                                        |
| Puntenkoers    | Yvonne McGregor                                                            | Jacqui Nelson                                                       | Sally Hodge                                                          |
| Sprint         | Tanya Dubnicoff                                                            | Michelle Ferris                                                     | Donna Wynd                                                           |
| Weg            |                                                                            |                                                                     |                                                                      |
| Ploegentijdrit | Australië Louise Nolan Catherine Reardon Rachel Marianne Victor Kathy Watt | Canada Clara Hughes Anne Samplonius Alison Sydor Lesley A Tomlinson | Engeland Julia Freeman Maria Lawrence Maxine Johnson Yvonne McGregor |
| Wegwedstrijd   | Kathy Watt                                                                 | Linda Jackson                                                       | Alison Sydor                                                         |

## Medaillespiegel
| Plaats | Land          | Goud | Zilver | Brons | Totaal |
| 1      | Australië     | 10   | 3      | 4     | 17     |
| 2      | Nieuw-Zeeland | 1    | 4      | 4     | 9      |
| 3      | Canada        | 1    | 3      | 2     | 6      |
| 4      | Engeland      | 1    | 3      | 1     | 5      |
| 5      | Zuid-Afrika   | 0    | 0      | 1     | 1      |
| 5      | Wales         | 0    | 0      | 1     | 1      |
| Totaal | Totaal        | 13   | 13     | 13    | 39     |

1934 · 1938 · 1950 · 1954 · 1958 · 1962 · 1966 · 1970 · 1974 · 1978 · 1982 · 1986 · 1990 · 1994 · 1998 · 2002 · 2006 (baan - weg) · 2010 · 2014 · 2018 · 2022 · 2026
Atletiek · Badminton · Boksen · Bowls · Gewichtheffen · Ritmische gymnastiek · Schietsport · Schoonspringen · Synchroonzwemmen · Turnen · Wielersport · Worstelen · Zwemmen